# Cincinnati Open 2023 - Qualificazioni singolare femminile
Le qualificazioni del singolare femminile del Cincinnati Open 2023 sono state un torneo di tennis preliminare per accedere alla fase finale della manifestazione. Le vincitrici dell'ultimo turno sono entrate di diritto nel tabellone principale. In caso di ritiro di una o più giocatrici aventi diritto a queste sono subentrati le lucky loser, ossia le giocatrici che hanno perso nell'ultimo turno ma che avevano una classifica più alta rispetto alle altre partecipanti che avevano comunque perso nel turno finale.

## Teste di serie
1. Elisabetta Cocciaretto
2. Varvara Gračëva (ultimo turno, lucky loser)
3. Lesja Curenko (primo turno)
4. Alycia Parks (ultimo turno)
5. Jasmine Paolini (qualificata)
6. Lauren Davis (primo turno)
7. Camila Giorgi (primo turno, ritirata)
8. Linda Nosková (qualificata)

1. Emma Navarro (qualificata)
2. Linda Fruhvirtová (primo turno)
3. Ana Bogdan (primo turno)
4. Alizé Cornet (ultimo turno)
5. Julija Putinceva (ultimo turno)
6. Martina Trevisan (qualificata)
7. Camila Osorio (ultimo turno)
8. Lucia Bronzetti (primo turno)

## Qualificati
1. Wang Xiyu
2. Cristina Bucșa
3. Martina Trevisan
4. Aljaksandra Sasnovič

1. Jasmine Paolini
2. Ann Li
3. Emma Navarro
4. Linda Nosková

### Lucky loser
1. Varvara Gračëva

## Tabellone

### Legenda
| - Q = Qualificato - WC = Wild card - LL = Lucky loser | - ALT = Alternate - SE = Special Exempt - PR = Protected Ranking | - w/o = Walkover - r = Ritirato - d = Squalificato |

### Sezione 1
|  | Primo turno | Primo turno         | Primo turno         | Primo turno | Primo turno |  |  | Ultimo turno | Ultimo turno     | Ultimo turno     | Ultimo turno | Ultimo turno |  |
|  |             |                     |                     |             |             |  |  |              |                  |                  |              |              |  |
|  |             | Bye                 |                     |             |             |  |  |              |                  |                  |              |              |  |
|  |             | Wang Xiyu           | Wang Xiyu           | Wang Xiyu   | Wang Xiyu   |  |  |              | Wang Xiyu        | Wang Xiyu        | 6            | 6            |  |
|  | PR          | Sara Sorribes Tormo | Sara Sorribes Tormo | 64          | 5           |  |  | 13           | Julija Putinceva | Julija Putinceva | 1            | 3            |  |
|  | 13          | Julija Putinceva    | Julija Putinceva    | 7           | 7           |  |  |              |                  |                  |              |              |  |

### Sezione 2
|  | Primo turno | Primo turno       | Primo turno       | Primo turno | Primo turno |  |  | Ultimo turno | Ultimo turno    | Ultimo turno    | Ultimo turno | Ultimo turno |  |
|  |             |                   |                   |             |             |  |  |              |                 |                 |              |              |  |
|  | 2           | Varvara Gračëva   | 4                 | 6           | 6           |  |  |              |                 |                 |              |              |  |
|  |             | Anna Danilina     | 6                 | 3           | 2           |  |  | 2            | Varvara Gračëva | Varvara Gračëva | 3            | 2            |  |
|  |             | Cristina Bucșa    | Cristina Bucșa    | 6           | 6           |  |  |              | Cristina Bucșa  | Cristina Bucșa  | 6            | 6            |  |
|  | 10          | Linda Fruhvirtová | Linda Fruhvirtová | 0           | 4           |  |  |              |                 |                 |              |              |  |

### Sezione 3
|  | Primo turno | Primo turno      | Primo turno      | Primo turno | Primo turno |  |  | Ultimo turno | Ultimo turno     | Ultimo turno | Ultimo turno | Ultimo turno |  |
|  |             |                  |                  |             |             |  |  |              |                  |              |              |              |  |
|  | 3           | Lesja Curenko    | 1                | 6           | 3           |  |  |              |                  |              |              |              |  |
|  |             | Taylor Townsend  | 6                | 4           | 6           |  |  |              | Taylor Townsend  | 4            | 6            | 5            |  |
|  | PR          | Hsieh Su-wei     | Hsieh Su-wei     | 1           | 0           |  |  | 14           | Martina Trevisan | 6            | 4            | 7            |  |
|  | 14          | Martina Trevisan | Martina Trevisan | 6           | 6           |  |  |              |                  |              |              |              |  |

### Sezione 4
|  | Primo turno | Primo turno          | Primo turno    | Primo turno | Primo turno |  |  | Ultimo turno | Ultimo turno         | Ultimo turno | Ultimo turno | Ultimo turno |  |
|  |             |                      |                |             |             |  |  |              |                      |              |              |              |  |
|  | 4           | Alycia Parks         | Alycia Parks   | 6           | 6           |  |  |              |                      |              |              |              |  |
|  | PR          | Vera Zvonarëva       | Vera Zvonarëva | 3           | 1           |  |  | 4            | Alycia Parks         | 1            | 7            | 60           |  |
|  |             | Aljaksandra Sasnovič | 6              | 2           | 6           |  |  |              | Aljaksandra Sasnovič | 6            | 65           | 7            |  |
|  | 11          | Ana Bogdan           | 3              | 6           | 1           |  |  |              |                      |              |              |              |  |

### Sezione 5
|  | Primo turno | Primo turno     | Primo turno | Primo turno | Primo turno |  |  | Ultimo turno | Ultimo turno    | Ultimo turno    | Ultimo turno | Ultimo turno |  |
|  |             |                 |             |             |             |  |  |              |                 |                 |              |              |  |
|  | 5           | Jasmine Paolini | 1           | 6           | 7           |  |  |              |                 |                 |              |              |  |
|  |             | Rebeka Masarova | 6           | 3           | 5           |  |  | 5            | Jasmine Paolini | Jasmine Paolini | 7            | 7            |  |
|  |             | Katie Boulter   | 6           | 65          | 0r          |  |  | 15           | Camila Osorio   | Camila Osorio   | 5            | 5            |  |
|  | 15          | Camila Osorio   | 4           | 7           | 1           |  |  |              |                 |                 |              |              |  |

### Sezione 6
|  | Primo turno | Primo turno     | Primo turno | Primo turno | Primo turno |  |  | Ultimo turno | Ultimo turno | Ultimo turno | Ultimo turno | Ultimo turno |  |
|  |             |                 |             |             |             |  |  |              |              |              |              |              |  |
|  | 6           | Lauren Davis    | 6           | 2           | 1           |  |  |              |              |              |              |              |  |
|  |             | Ann Li          | 4           | 6           | 6           |  |  |              | Ann Li       | Ann Li       | 6            | 6            |  |
|  |             | Laura Siegemund | 6           | 6           | 2r          |  |  | 12           | Alizé Cornet | Alizé Cornet | 3            | 3            |  |
|  | 12          | Alizé Cornet    | 3           | 7           | 5           |  |  |              |              |              |              |              |  |

### Sezione 7
|  | Primo turno | Primo turno      | Primo turno | Primo turno | Primo turno |  |  | Ultimo turno | Ultimo turno   | Ultimo turno | Ultimo turno | Ultimo turno |  |
|  |             |                  |             |             |             |  |  |              |                |              |              |              |  |
|  | 7           | Camila Giorgi    | 6           | 4           | 0r          |  |  |              |                |              |              |              |  |
|  |             | Rebecca Marino   | 4           | 6           | 3           |  |  |              | Rebecca Marino | 6            | 0            | 1            |  |
|  |             | Leylah Fernandez | 4           | 6           | 4           |  |  | 9            | Emma Navarro   | 4            | 6            | 6            |  |
|  | 9           | Emma Navarro     | 6           | 2           | 6           |  |  |              |                |              |              |              |  |

### Sezione 8
|  | Primo turno | Primo turno     | Primo turno     | Primo turno | Primo turno |  |  | Ultimo turno | Ultimo turno  | Ultimo turno  | Ultimo turno | Ultimo turno |  |
|  |             |                 |                 |             |             |  |  |              |               |               |              |              |  |
|  | 8           | Linda Nosková   | 4               | 6           | 6           |  |  |              |               |               |              |              |  |
|  |             | Magdalena Fręch | 6               | 3           | 4           |  |  | 8            | Linda Nosková | Linda Nosková | 6            | 6            |  |
|  |             | Diane Parry     | Diane Parry     | 6           | 6           |  |  |              | Diane Parry   | Diane Parry   | 3            | 1            |  |
|  | 16          | Lucia Bronzetti | Lucia Bronzetti | 2           | 2           |  |  |              |               |               |              |              |  |